# Talaudijsvogel
De talaudijsvogel (Todiramphus enigma) is een vogel uit de familie Alcedinidae (ijsvogels). De vogel werd in april 1897 verzameld en in 1904 door  Ernst Hartert als aparte soort geldig beschreven.

## Kenmerken
De vogel is gemiddeld 21 cm lang. Deze ijsvogel lijkt sterk op de witkraagijsvogel (T. chloris) die overal binnen de Indische Archipel voorkomt. De talaudijsvogel is echter gemiddeld 3 cm korter. De vogel heeft een zwart masker, een groene kruin en is groen op de rug. De vleugels en de staart zijn blauw en de borst en buik zijn wit. De snavel en de staart zijn korter dan die van de witkraagijsvogel waardoor de vogel wat meer gedrongen lijkt. Verder is het een vogel die zich voornamelijk ophoudt in regenwoud, terwijl de witkraagijsvogel een typische kustvogel is (mangrovebos).

## Verspreiding en leefgebied
Deze soort is endemisch op de Talaudeilanden, een eilandengroep ten noorden van Sulawesi (Indonesië). Het leefgebied is natuurlijk bos en de randen van ongerept bos langs rivieren en beken. Dit in tegenstelling tot de sterk gelijkende witkraagijsvogel die voorkomt in meer door de mens beïnvloede gebieden langs kusten.

## Status
De talaudijsvogel heeft een beperkt verspreidingsgebied en daardoor is de kans op uitsterven aanwezig. De grootte van de populatie is niet gekwantificeerd. De populatie-aantallen nemen waarschijnlijk af door habitatverlies. Het leefgebied wordt aangetast door ontbossing waarbij natuurlijk bos wordt omgezet in gebied voor agrarisch gebruik en menselijke bewoning en deze ijsvogel plaats maakt voor de witkraagijsvogel. Om deze redenen staat deze soort als gevoelig op de Rode Lijst van de IUCN.